# الشيطانة (فلم)
الشيطانة هو فيلم دراما مصري من إخراج أحمد النحاس  وبطولة فريد شوقي، إلهام شاهين، عماد رشاد، أحمد سلامة وناجي سعد، صدر الفيلم في 9 أبريل 1990.

## نبذة
يصاب "طاهر" المليونير بأزمة قلبية وينصحه صديقه الطبيب بالراحة، فتحضر له الممرضة "جميلة" لترعاه ويقع في حبها ويتزوجها بعد أن يسترد صحته مقابل حصولها على نصف ممتلكاته، بينما يعترض "أحمد" ويرغمها على التوقيع للتنازل عن ممتلكاتها. في رحلة قصيرة لأيام العسل بالإسكندرية يموت "طاهر" بين يدي "جميلة" لترثه تعويضًا عن حياة الفقر التي عاشتها بينما يحاول أبناء المليونير الراحل وقف زحف زوجة أبيهم على الثروة الطائلة التي تركها.

## طاقم العمل
- فريد شوقي بدور طاهر المسيري
- إلهام شاهين بدور جميله يوسف ابو العطا
- عماد رشاد بدور شريف طاهر/ نبيل
- أحمد سلامة بدور أحمد طاهر
- ناجي سعد بدور المحامي محمود أبو العلا

## وصلات خارجية
- مقالات تستعمل روابط فنية بلا صلة مع ويكي بيانات